# Брунейський політехнічний інститут
Brunei Polytechnic (абревіатура: PB; малай. Politeknik Brunei; Jawi: ڤوليتيكنيك بروني) — перший політехнічний вищий навчальний заклад в Брунеї. Згода на створення політехнічного інституту була отримана від Його Настоятельства Падука Сері Багінда Султан і Янг Ді-Пертуан з Бруней Даруссалам у розпорядженні під час Національного Дня Вчителя 18 жовтня 2008 року. У січні 2012 року відбувся перший набір абітурієнтів. Тоді ж було зараховано на навчання 401 студента на 9 програм.  Зараз відкрито в інституті 21 програму, а навчається приблизно 1550 студентів. Студенти, які успішно складають іспити, отримують  дипломи.

## Школи
До складу Брунейської політехніки входить чотири школи:
- Школа бізнесу
- Школа інформаційних технологій
- Школа науки і техніки
- Школа медичних наук

## Кампуси
У цей час у Брунейському політехнічному інституті є три кампуси. Головний кампус та кампус Школи медичних наук знаходяться в районі Бруней-Муара. Ще один кампус розміщується в західному окрузі Белайт.

### Головний кампус
Головний кампус в столичному окрузі Бруней-Муара — це тимчасовий кампус, розташований в одному з кондомініумів, в якому у 1999 році розміщувались атлети на SEA Games в Джалан Онг Сум Пінг в Бандар Сері Бегавані. У головному університетському містечку розміщуються Школа бізнесу та Школа інформаційних технологій. Програми, які викладаються тут, в основному пов’язані з розвитком бізнесу та інформаційних технологій.
У головному кампусі розташовується адміністрація Брунейського політехнічного інституту.

### Супутниковий кампус
Кампус Школи медичних наук об’єднаний з Інститутом медичних наук PAPRSB Університету Бруней Даруссалам. До 2016 року всі предмети читались у школі викладачами Університету. Але з 2016 року дисципліни викладаються самостійно викладачами Брунейського політехнічного інституту.
Кампус, який розміщується у Белайті, знаходиться у місті Лумут (приблизно в 91 кілометрі від головного університетського містечка). Тут також знаходиться Школа науки і техніки. Програми, що викладаються у цій школі, в основному пов’язані з технікою, але є також програми для дизайну інтер’єру та архітектури.

## Програми
Всі програми завершуються через три роки. Після закінчення програми студенти отримують дипломи. Програми в усіх школах, крім Школи медичних наук, акредитовані як 5-й рівень у рамках Національної мережі кваліфікацій. Диплом програми Школи медичних наук є кваліфікацією 4-го рівня.
У Брунейському політехнічному інституті широкий вибір програм, який включає в себе наступні напрямки :
- Архітектура
- Бізнес
- Інженерія
- Інформаційні технології
- Дизайн інтер’єру
- Акушерство
- Медсестринство
- Програма для парамедиків